# Kapel van Onze-Lieve-Vrouw van Smarten (Herne)

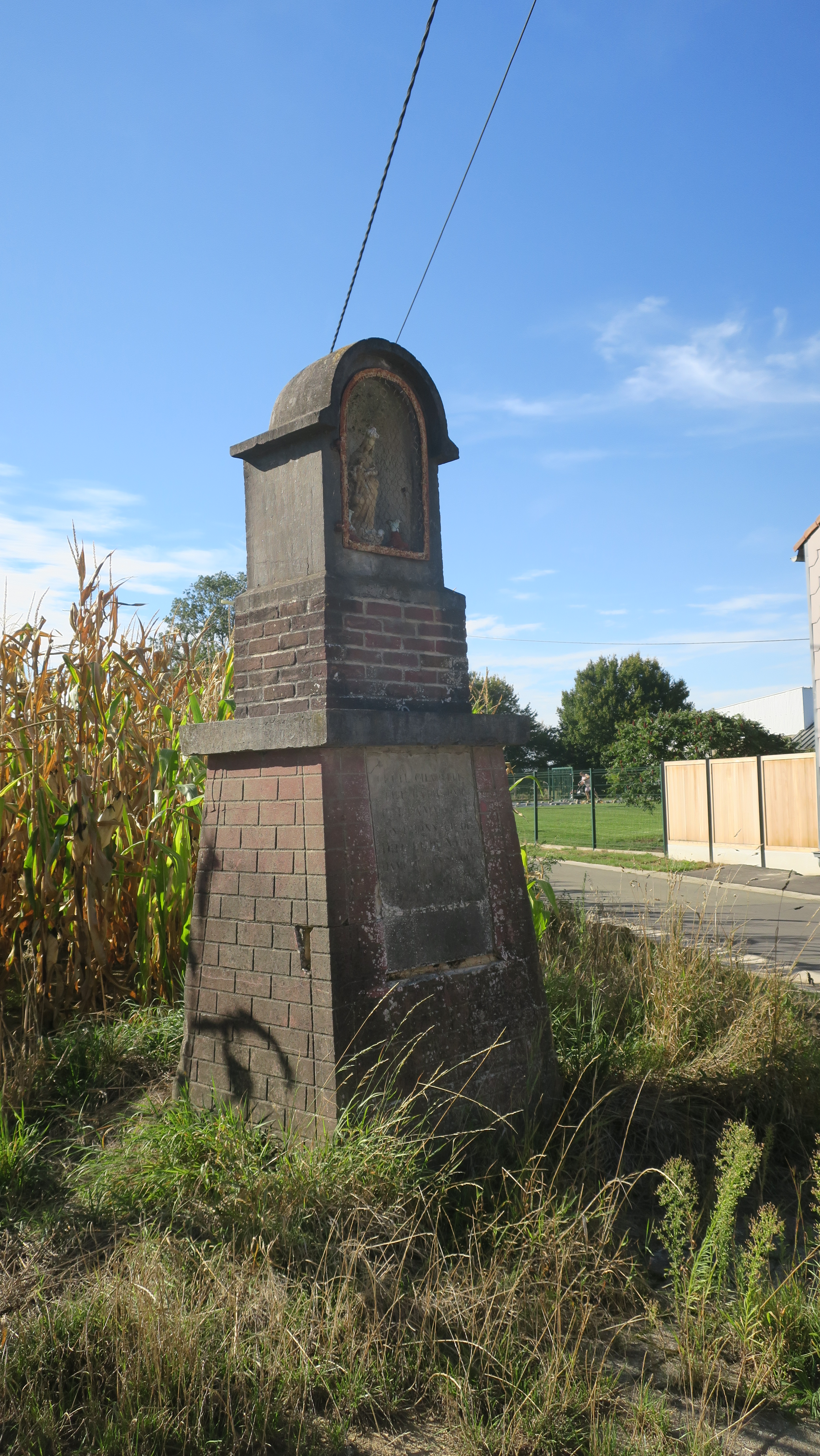

De Kapel van Onze-Lieve-Vrouw van Smarten is een kapel in Sint-Pieters-Kapelle, een deelgemeente van Herne in Vlaams-Brabant. De kapel is gelegen aan de hoek van de Manhovestraat en de Roosstraat.  

## Historiek
De veldkapel werd opgericht in 1839 door P.J. Cammaert, zoals vermeld staat in het opschrift: 
CETTE CHAPELLE
A ETE BATIE PAR
P.J. CAMMAERT
EN L’HONNEUR DE
DIEU ET DE NOTRE
DAME DE BON SECOURS
1839
In 1948 werd het gebouwtje gerestaureerd zoals af te leiden valt van een tweede plaat: 
RESTAURE PAR
CAMMAERT EMILIE
1948

## Architectuur

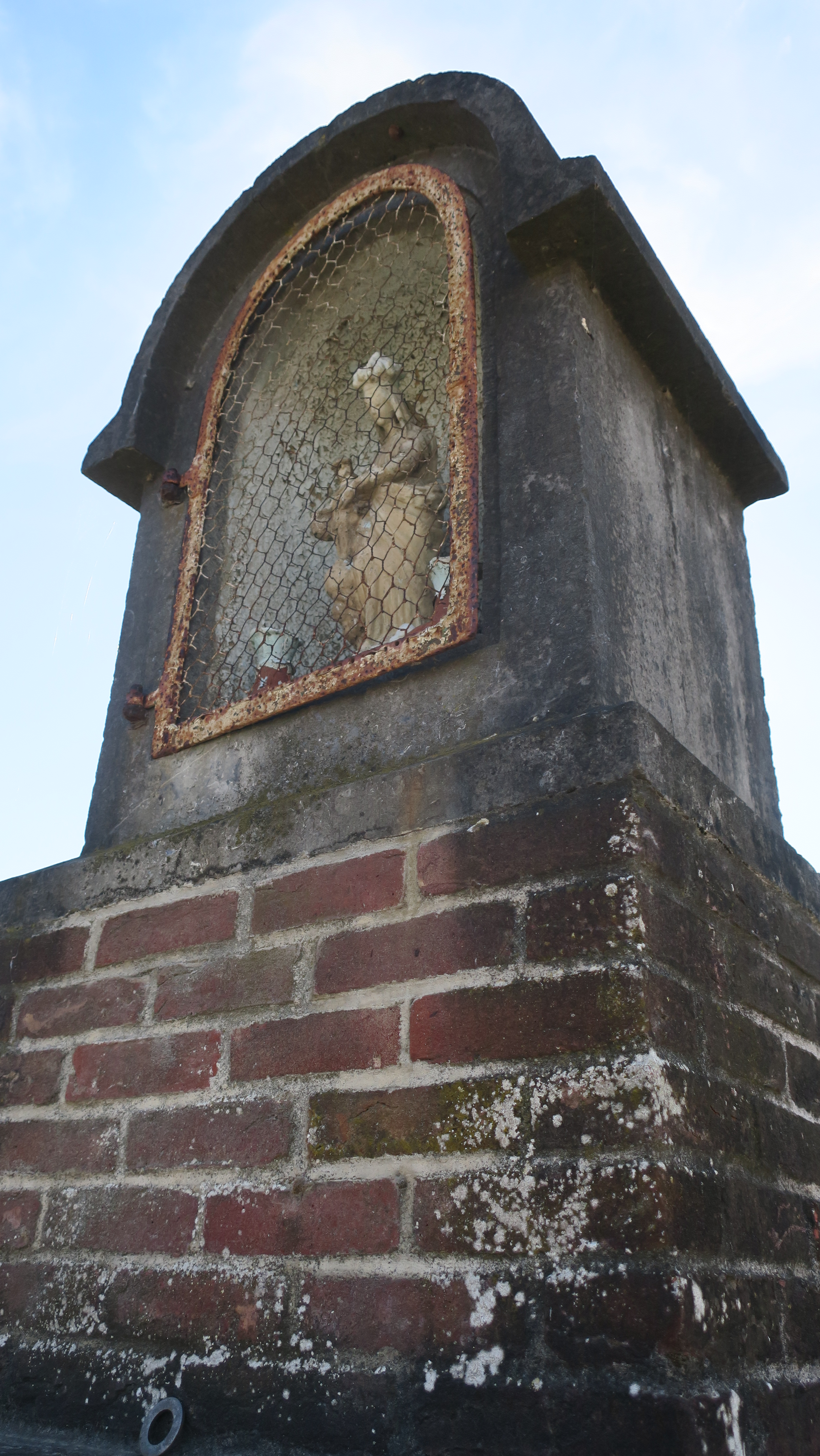
Detail van Kapel van Onze-Lieve-Vrouw van Smarten. Foto:Anne-Mie Havermans

De pijlerkapel is opgetrokken in baksteen alsook blauwe hardsteen, wat in Vlaanderen nog zelden wordt aangetroffen. De bakstenen basis is deskundig bezet met imitatievoegen en hierop is de stichtingsplaat bevestigd. De nis in blauwe hardsteen is rondboogvormig en bezit een beeld van Onze-Lieve-Vrouw van Smarten.  
De kapel was jarenlang in het bezit van de familie Cammaert en diende als rustaltaar bij de processie.